# Mont (Yvoir)
Mont is een plaats en deelgemeente van de Belgische gemeente Yvoir. Mont ligt in de provincie Namen en was tot in 1965 bij de aanhechting bij Godinne, waarvan het in 1865 was afgesplitst, een zelfstandige gemeente.

## Demografische ontwikkeling
- Bronnen:NIS, Opm:1831 tot en met 1961=volkstellingen

## Bekende inwoners

### Geboren
- Victor Briol (1905 - 1964), politicus

Deelgemeenten: Dorinne · Durnal · Évrehailles · Godinne · Houx · Mont · Purnode · Spontin · Yvoir

Overige kernen: Bauche · Chansin · Herbefays

Belgische gemeenten · arrondissement Dinant · provincie Namen · Wallonië